# تاسیک‌مالایا
تاسیک‌مالایا (اندونزیایی: Tasikmalaya) شهری در استان جاوه غربی کشور اندونزی است. جمعیت این شهر بر اساس سرشماری سال ۱۹۹۰ میلادی، ۱۷۹٫۷۶۶ نفر و بر اساس سرشماری سال ۲۰۰۰ میلادی، ۲۷۹٫۹۳۱ بوده که در سال ۲۰۰۷ میلادی به ۲۶۶٫۷۱۹ نفر افزایش یافته‌است.

## نگارخانه

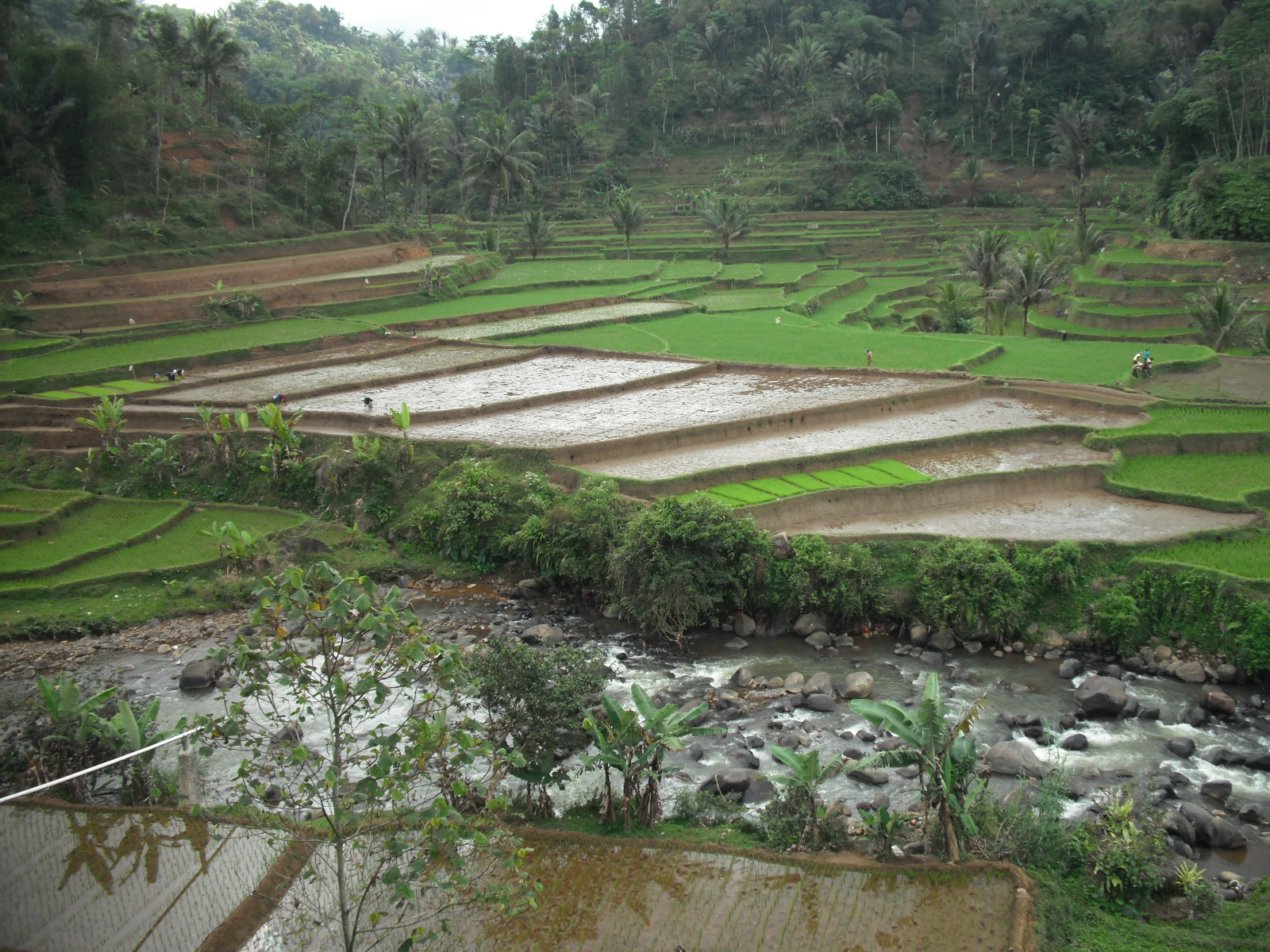
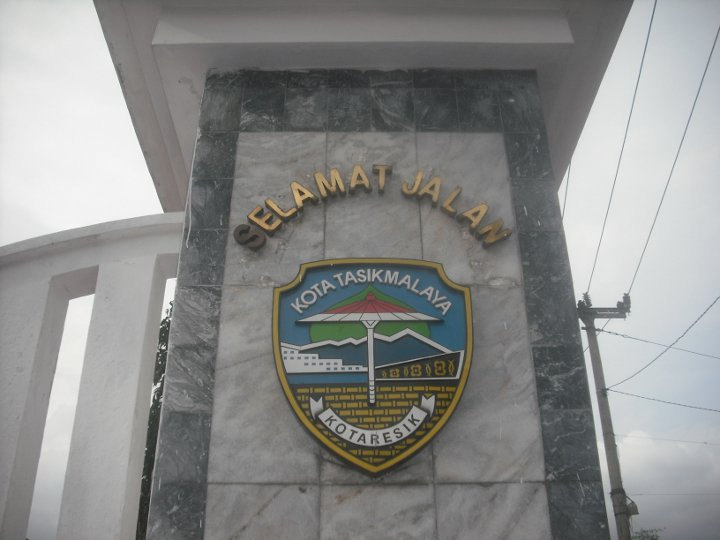